# Судзукі Дайсецу Тейтаро
Дайсецу Тейтаро Судзукі (яп. 鈴木 大拙 貞太郎, латиніз.: Daisetzu Teitaro Suzuki, 18 жовтня 1870, Канадзава, Японія — 22 липня 1966) — учений і мислитель, який написав багато книг і статей про дзен-буддизм, які відіграли важливу роль в зацікавленні дзеном на Заході, зокрема «Нариси про дзен-буддизм», які значною мірою сприяли ознайомленню з дзеном, разом із книгою філософа Ойгена Геррігеля «Дзен у лицарському мистецтві стрільби з лука» (1948), до якої Судзукі написав передмову до англійського перекладу 1953 року. Судзукі також є плідним перекладачем з китайської, японської та санскритської літератури. Сузукі провів багато тривалих періодів, викладаючи та проводячи конференції в західних університетах. Багато років він викладав у буддистському університеті Отані в Кіото.

## Біографія

### Перші кроки
Д. Т. Сузукі (початкове ім'я Тейтаро) народився в Канадзава, в Хонда-мачі, префектури Ісікава. Він є четвертим сином фізика Судзукі Рьодзюна. Його буддистське ім'я означає «велике смирення», відповідно до ідеограми кандзі, яка також означає «дуже незграбний», і яку вибрав його вчитель дзен Соен Шаку.
Хоча будівля, де він народився, зникла, невеликий пам'ятник позначає її місце розташування, що складається з дерева, біля підніжжя якого встановлено камінь. Судзукі, народжений у класі самураїв, виховувався своєю матір'ю (пов'язаною з буддизмом Дзьодо Шіншу) у дуже скромних матеріальних умовах після смерті батька. Коли він був достатньо дорослим, щоб розмірковувати про свою долю, він зацікавлюється багатьма формами релігії. Його філософський розум віддаляє його від традиційних космологій. У Токійському університеті (Тодай) він здобув глибокі знання з китайської мови, санскриту та палі, але також він вивчає кілька європейських мов. У храмі Енгаку-Дзі в Камакурі він знайомиться з практикою дзен. Як він пізніше розповість у книзі, опублікованій у Сполучених Штатах, «The training of the Zen buddhist Monk», він пройшов там чернече життя (але так і не отримав чернечого посвячення).
Кілька років він навчався у викладача Пола Каруса, з яким його познайомив Сойен Шаку. Карус, який оселився в США в штаті Іллінойс, насправді звернувся до Сойен Шаку з проханням про допомогу в перекладі та публікації текстів духовної літератури Далекого Сходу. Тоді Сойен Шаку рекомендує Судзукі для цієї роботи.
Потім він поїхав до Сполучених Штатів, до професора Каруса, в особняк Гегелера Каруса, зокрема, переклавши Дао Де Цзин зі стародавньої китайської на англійську. Також в Іллінойсі Сузукі починає свої уроки буддизму Махаяни (важлива основа японського буддизму). Він написав вступ до твору Каруса («The Gospel of Buddha»). Уся робота Судзукі природно вписується у швидкий розвиток буддистських досліджень, які розвиваються в західному світі з епохи Мейдзі.
У 1911 році Судзукі одружився з американкою Беатріс Ерскін Лейн, випускницею Редкліффського університету та теософом, пов'язаною, зокрема, з рухом Баха як у Сполучених Штатах, так і в Японії. Пізніше Сузукі приєднався до теософського товариства Адьяр і був активним теософом.

### Кар'єра
Перед поверненням до Японії вчителем, Судзукі подорожує Європою. Він і його дружина починають поширювати своє вчення про буддизм Махаяни. До 1919 року вони живуть на віллі в володінні Енгаку-дзі. Потім вони оселяються в Кіото, де Сузукі був професором Університету Отані з 1921 року. Потім він знайомиться з Хосекі Шінічі Хісамацу, видатним ученим, який також спеціалізувався на вивченні буддизму. З ним він веде багато бесід на цю тему в храмі Мьошин. Судзукі та його дружина засновують Східне буддистське товариство, зосереджене на Махаяні, і організовують численні семінари та конференції. Вони також створюють університетську газету „Буддизм сходу“. Водночас дослідник підтримує контакти із Заходом, беручи участь, зокрема, у 1936 р. у Конгресі віри, організованому Лондонським університетом.
Навчаючи практиці дзен та історії дзен-буддизму, Судзукі також став експертом у філософії кегон, яка, на його думку, надає задовільне пояснення досвіду дзен. Тоді він отримує кілька почесних відзнак, наприклад Національну медаль культури.
Ще бувши професором буддійської філософії в середині двадцятого століття, Судзукі пише деякі з найвідоміших вступів і аналізів буддизму, зокрема школи дзен. Перший том його „Нарисів дзен-буддизму“ датується 1923 роком, а два інші томи будуть додані пізніше. Ці есе, які загалом вважають великою працею Судзукі, були перекладені французькою мовою починаючи з 1940 році. Після війни Судзукі читає лекції в Сполучених Штатах, зокрема в 1951 році, і викладає у Колумбійському університеті між 1952 і 1957 роками.
Судзукі особливо зацікавлений першими століттями, коли буддизм був встановлений, зокрема в Китаї. Багато текстів, які він пише англійською, вивчають чань (китайський дзен), зокрема тексти Біянь Лу та великих китайських майстрів. Він ставить питання, як ця традиція була запроваджена та інтерпретована в Японії, сформувавши японський характер та історію (див. його книгу „Дзен і японська культура“). Але він також виділяється як перекладач сутри Ланкаватара та її санскритської термінології. Він дає неповний переклад англійською мовою „Кьоґьошіншо“, головної праці Шінрана, одного з великих засновників буддизму дзьодо шіншу. Однак, на його переконання, дзен був найдоступнішою формою для західних людей зрозуміти буддизм у Японії.
Судзукі також цікавиться християнськими містиками, особливо Майстром Екартом, якого він охоче порівнює з послідовниками буддизму дзьодо шіншу, такими як Міоконін. Хоча раніше він зробив внесок у поширення знань дзен, наприкінці свого життя Судзукі звернувся до дзьодо-шіншу (або буддизму чистої землі), стверджуючи, зокрема, що з усіх досягнень махаяни, які відбулися на Далекому Сході, „найвидатнішим є вчення, надане течією дзьодо шіншу“ (у „Buddah of infinite Light“, 2002, стор. 22).
Як професор, він слідкує та заохочує роботу таких дослідників, як Сабуро Хасегава, Джудіт Тайберг і Алан Воттс (фахівці Каліфорнійської академії азійських досліджень) у Сан-Франциско. Протягом останніх років життя він почав досліджувати буддизм дзьодо шіншу (більшість у Японії), який був релігією його матері та відзначив його освіту.

## Критика, дискусії, похвали
Протягом свого життя Судзукі критикував китайський філософ Ху Ши, який вважав чань (китайський дзен) однією зі шкіл серед інших, тоді як Судзукі підтверджував історичність дзен (неперервність через історичні та культурні відмінності). Ця дискусія відбулася на початку 1950-х років.
Роберт Х. Шарф писав, що „полемічний характер філософії японської культурної винятковості (ніхондзінрон) у творах Сузукі — гротескна карикатура на Схід протиставлений Заходу — безсумнівно є явно найбільш беззмістовним проявом його націоналістичних ухилів“. Він ставить під сумнів мотиви Судзукі, зазначаючи, що „можна підозрювати, що постійні зусилля Судзукі принести пробудження буддизму на Заході нерозривно пов'язані з неприродною зневагою до Заходу“.
Славой Жижек дуже добре проаналізував ідеологію дискурсу Судзукі, і він особливо пам'ятає певні тексти дзен Судзукі, які дозволяють воїну вбивати зі спокоєм душі. У Франції синолог Рене Етьембл стверджує, що Судзукі спотворив чань (дзен, таким яким він з'явився в Китаї). Судзукі був упереджений у своїх дослідженнях дзен, розкриваючи думку школи риндзай, але не думку школи сото.
Проте деякі західні вчені, такі як Генріх Дюмулен, визнали певний ступінь боргу перед опублікованими працями Судзукі, і, що досить важливо, деякі з найважливіших діячів двадцятого століття дали йому беззастережну похвалу. Великий психоаналітик Карл Густав Юнг високо оцінив важливість внеску Судзукі: «Праці Судзукі про дзен-буддизм є одними з найкращих у галузі вивчення буддизму. Ми не можемо бути достатньо вдячними цьому автору спочатку за те, що він зміг наблизити дзен до західного розуміння, а потім за те, як він зміг виконати це завдання». Судзукі читатимуть і Мартін Гайдеггер, і Карл Ясперс, і композитор Джон Кейдж, і християнський містик Томас Мертон, з яким він познайомився в 1964 році та з яким листувався.
Однак, погляд Судзукі на дзен-буддизм, безумовно, належить йому, як сказав філософ Чарльз А. Мур: "Судзукі в останні роки був не просто дзен-журналістом, не просто екзегетом, але також зробив значний внесок у розвиток дзен і його збагачення. ". Ось що сказав Нішітані Кейдзі: «…у діяльності д-ра Судзукі буддизм отримав напрямок руху, рухаючись з новаторським духом […] Це передбачало взяття на себе завдання переосмислення, підтвердження та перекомпонування традиційного буддизму, щоб передати його жителям Заходу, а також жителям Сходу […] Щоб виконати це завдання, необхідно глибоко проникнути в традицію, і водночас захопити бажання і спосіб мислити в серці жителів Заходу. З цього моменту нові можливості повинні відкрити вчення будди Дхарма, які ще належить знайти в історії буддизму. Досі доктор Судзукі прокладав цей новий шлях буддизму майже самотужки. Він зробив це в ім'я буддистського світу в цілому». Якщо його підхід був переважно теоретичним і якщо він ніколи не був підтверджений як майстер дзен, Судзукі постає як інтерпретатор і провідник.